# Independencia (Táchira)
Independencia è un comune del Venezuela situato nello Stato di Táchira.
Il capoluogo del comune è la città di Capacho Nuevo.